# Lem Dobbs
Lem Dobbs, eg. Lem Kitaj, född 1961, brittisk manusförfattare.
Dobbs har även haft kortare arbeten som skådespelare, filmproducent och stuntman.

## Filmografi (urval)
- 2001 – The Score
- 1998 – Dark City
- 1991 – Ett tufft jobb
- 1984 – Den vilda jakten på stenen